# Tadao Ando

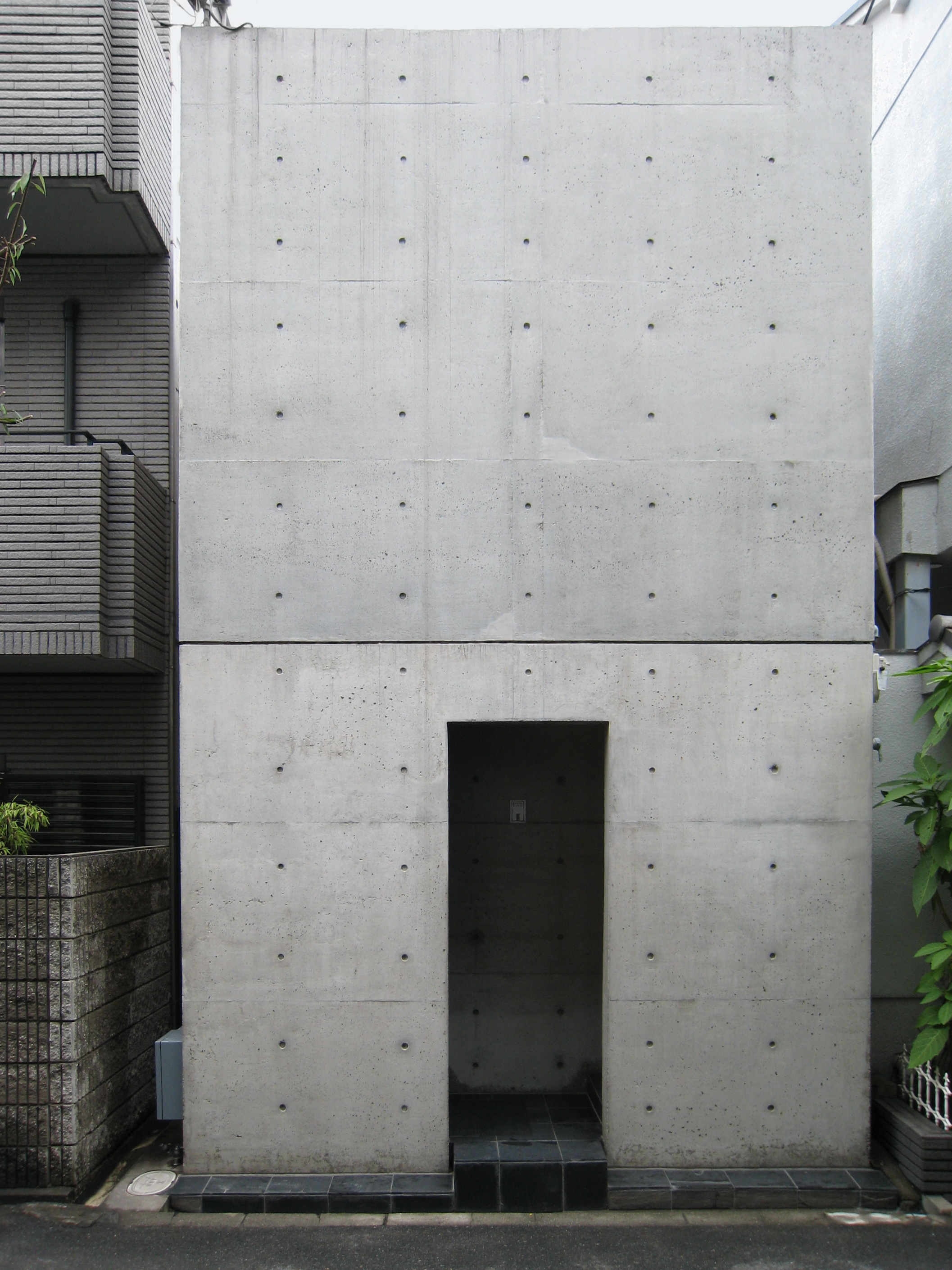
Row House,Sumiyoshi (住吉の長屋）,Osaca,1976

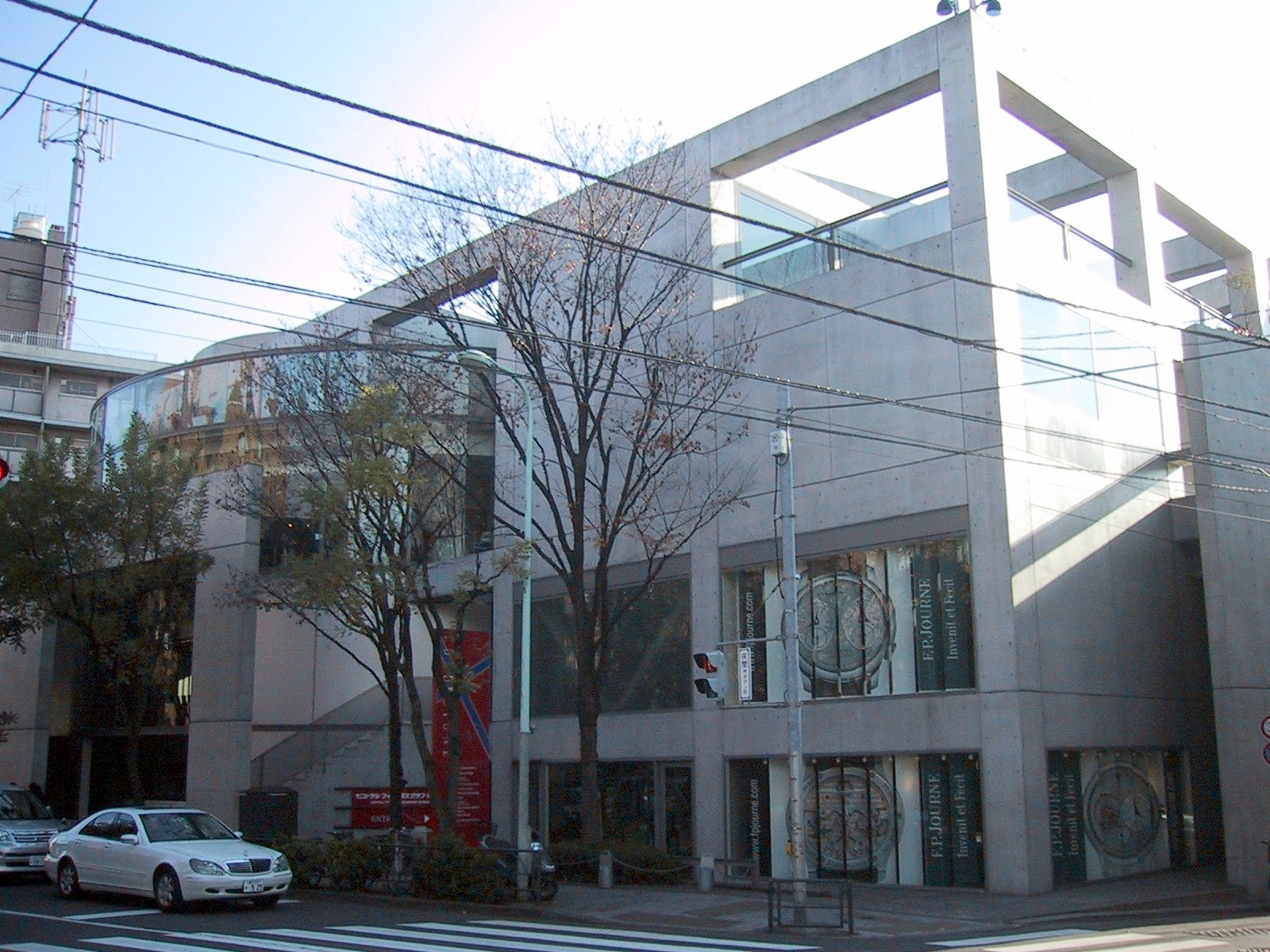

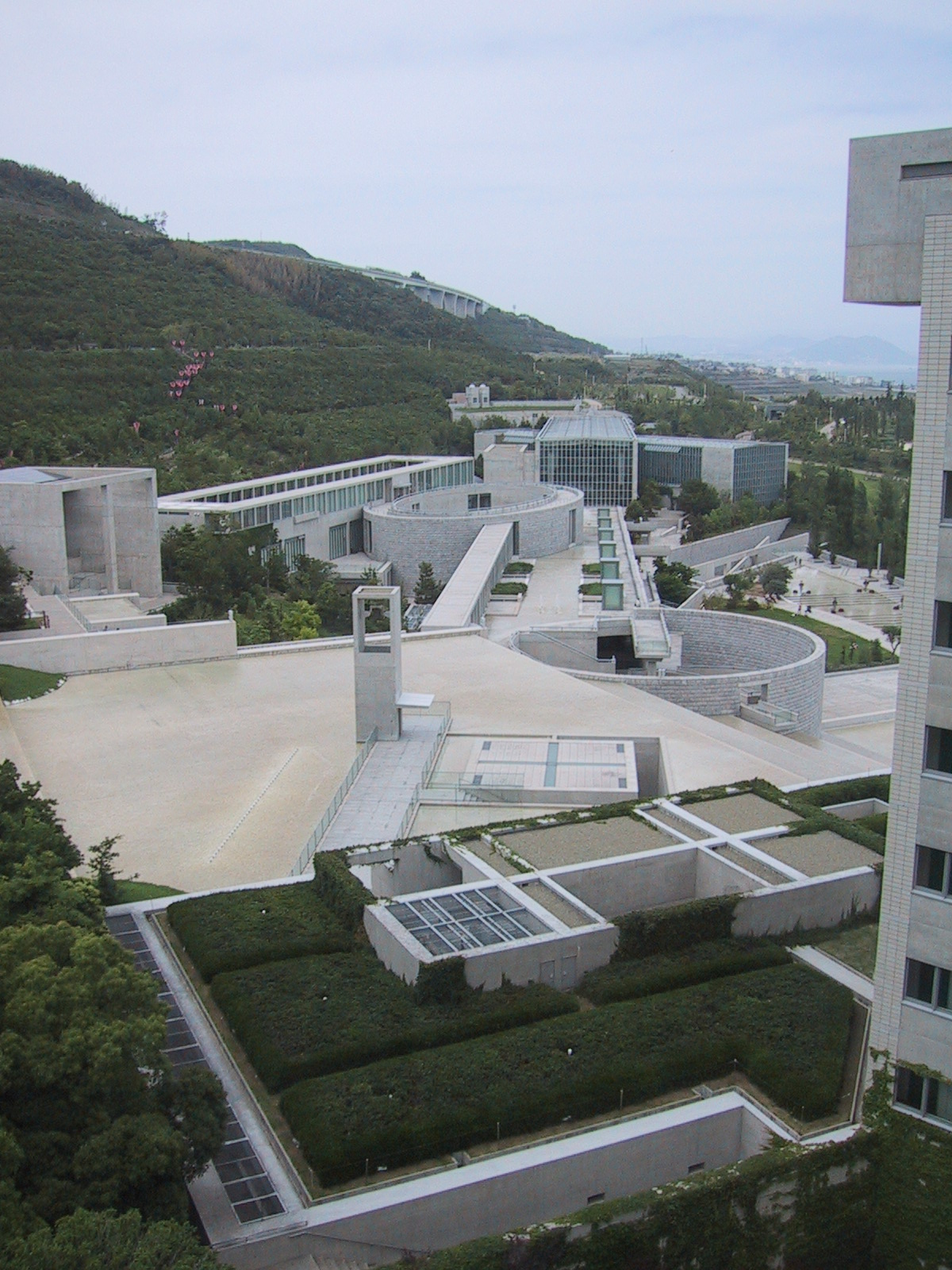
Westin Awaji Island desenhado por Ando

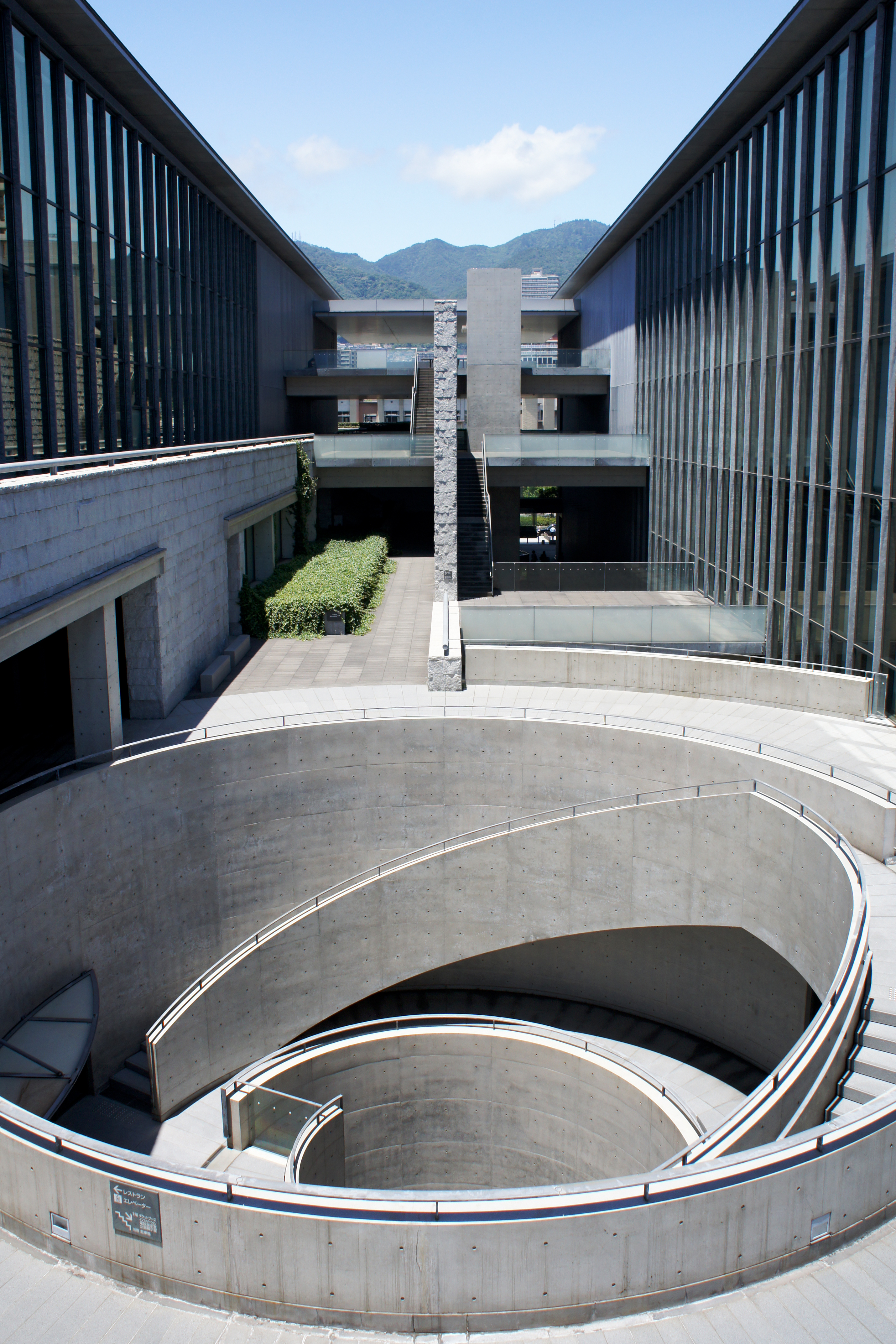
Museu de Arte da Província de Hyogo, Kobe, Japão

Tadao Ando, em japonês 安藤忠雄 [Andō Tadao], (Osaca, 13 de Setembro de 1941) é um arquiteto japonês, professor emérito da Universidade de Tóquio.
Foi premiado em 1995 com o Prémio Pritzker (a maior distinção formal para um arquiteto), doando os cem mil dólares do prêmio para os órfãos do Terremoto de Kobe.
Uma das especificidades de Tadao Ando é que ele não recebeu nenhuma qualificação formal (estudos universitários) para exercer Arquitetura. Tendo trabalhado como caminhoneiro e lutador de boxe, autodidata, passou a estudar por sua conta  Arquitetura, tendo viajado pela Europa e pela América do Norte para aprofundar os seus conhecimentos na área.
Finalmente em 1969, Ando funda a firma Tadao Ando Architects & Associates. Trabalhando na sua cidade natal de Osaka, o trabalho do autodidata chama, então, a atenção da crítica, dando um empurrão para uma carreira que viria a ser premiada em 1995 com o Prémio Pritzker.

## Prêmios
- Prêmio anual Row House, Sumiyoshi, Instituto de Arquitetura do Japão, 1979
- Cultural Design Prize Rokko Housing One and Two, Japão, 1983
- Medalha Alvar Aalto, Associação Finlandesa de Arquitetos, 1985
- Medalha de Ouro de Arquitetura, Academia Francesa de Arquitetura, 1989
- Prêmio de Arquitetura Carlsberg, Dinamarca, 1992
- Prêmio da Academia de Arte do Japão, Japão, 1993
- Prêmio Pritzker, 1995
- Chevalier de l’Ordre des Arts et des Lettres, França, 1995
- Praemium Imperiale First “FRATE SOLE” Prêmio em Arquitetura, Associação de Arte do Japão, 1996
- Officier de l'Ordre des Arts et des Lettres, França, 1997
- Medalha de Ouro Real, Instituto Real Britânico de Arquitetos(RIBA), 1997
- AIA Gold Medal, Instituto Americano de Arquitetos (AIA), 2002